# Lee–Enfield

O Lee-Enfield é um rifle de repetição por ação de ferrolho manual, alimentado por carregador, que serviu como a principal arma de fogo das forças militares do Império Britânico e da Commonwealth durante a primeira metade do século XX. Foi o rifle padrão do Exército Britânico desde a sua adoção oficial em 1895 até 1957. As versões da Primeira Guerra Mundial costumam ser chamadas de "SMLE", abreviação da variante comum "Short, Magazine Lee – Enfield". O rifle Lee-Enfield, foi batizado em função do nome projetista do seu sistema de ação, James Lee e do local da fábrica Royal Small Arms Factory, que era o distrito de Enfield, em Londres.

## Histórico
Uma evolução do Lee–Metford (adotado em 1888). o Lee-Enfield entrou em serviço em 1895 e permaneceu até 1957. Porém, ainda é usada pela guarda britânica. Calibre padrão britânico .303 British, 10 disparos o que deu muita vantagem aos soldados que a usaram durante a Primeira Guerra Mundial pois a maioria dos outros fuzis da época só comportavam de 3 a 6 tiros em seus carregadores, também foi usada pelos exércitos da Austrália, Nova Zelândia, Canadá, Índia e África do Sul. Foram produzidas em torno de 17 milhões de unidades em todas as suas variantes.
Atualmente, o fabricante produz para as forças armadas britânicas revólveres e fuzis, como o SA-80, dado como um dos melhores em cadência de tiro e precisão por diversos especialistas em armas e analistas militares.

## Serviço em Portugal
Esta arma esteve presente nas forças armadas portuguesas durante alguns anos, tendo sido depois mandada para as colônias. Foi principalmente entregue no ano de 1917 quando as duas divisões do Corpo Expedicionário Português (CEP). Esteve em serviço em algumas unidades, especialmente nas menos envolvidas na infantaria até ao ano de 1960 (AA).

## Modelos e versões
| Modelo/Versão                          | Em serviço |
| -------------------------------------- | --- |
| Magazine Lee–Enfield                   | 1895–1926 |
| Charger Loading Lee–Enfield            | 1906–1926 |
| Short Magazine Lee–Enfield Mk I        | 1904–1926 |
| Short Magazine Lee–Enfield Mk II       | 1906–1927 |
| Short Magazine Lee–Enfield Mk III/III* | 1907–presente |
| Pattern 1913 Enfield                   | 1913-1914 (apenas testes, foi suplantado pelo Mk VII)                                                                 |
| Short Magazine Lee–Enfield Mk V        | 1922–1924 (apenas testes; 20.000 produzidos)                                                                          |
| Rifle No. 1 Mk VI                      | 1930 (apenas testes; 1.025 produzidos e abandonados (partes foram reaproveitadas durante a 2a GM)                     |
| Rifle No. 4 Mk I                       | 1931–presente (2,500 exemplares de testes produzidos na década de 1930, produção em massa a partir de meados de 1941) |
| Rifle No. 4 Mk I*                      | 1942–presente |
| Rifle No. 8                            | 1947–1953 |
| Rifle No 5 Mk I "Jungle Carbine"       | 1944–presente (produzido 1944–1947) a BSA-Shirley produziu 81.329 unidades e a ROF Fazakerley 169.807.                |
| Rifle No. 4 Mk 2                       | 1949–presente |
| Rifle 7.62 mm 2A                       | 1964–presente |
| Rifle 7.62 mm 2A1                      | 1965–presente |

## Usuários

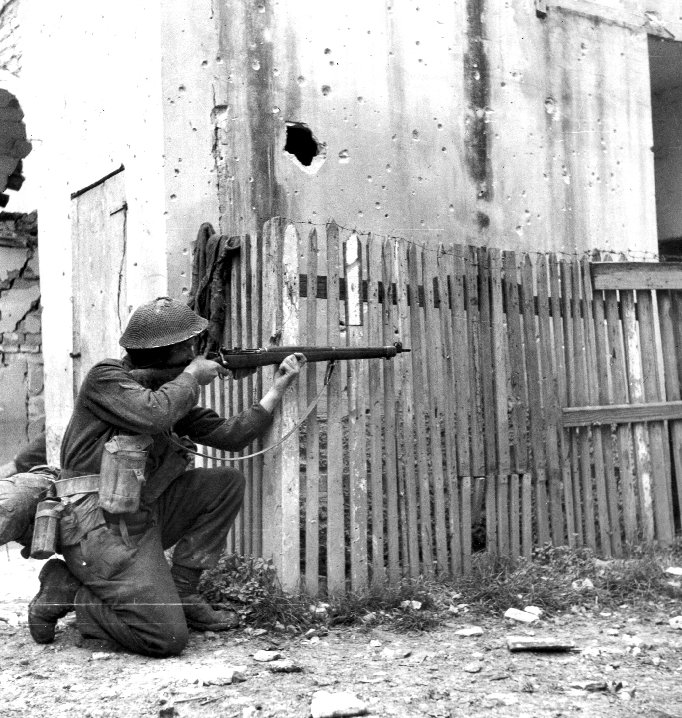
Um soldado canadense com seu rifle Enfield durante a Segunda Guerra Mundial.
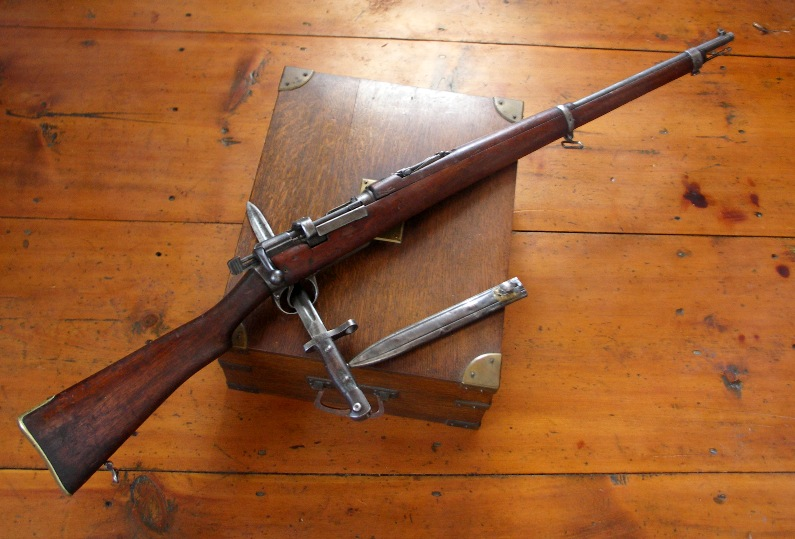
Uma conversão turca do Lee–Enfield para o calibre 8×57mm.
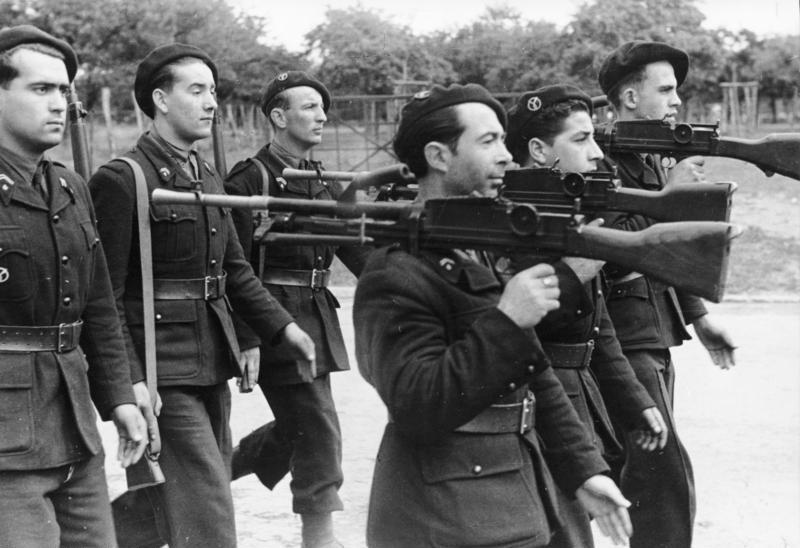
Membros da milícia de Vichy França, armados com o Lee–Enfield.

- Afeganistão[29][30][31]
- Argélia[32]
- Austrália[33][34]
- Áustria[35]
- Bangladesh[36]
- Barbados[37]
- Bélgica[38]
- Belize[39]
- Bermudas[39]
- Brunei[40]
- Botswana[41]
- Canadá[42][34]
- Cambodia[43]
- República Centro-Africana[44]
- Chadian FROLINAT[45]
- China[46][47]
- Chipre[48]
- Dinamarca[49]
- Egito[50]
- Etiópia[51]
- Finlândia[52]
- Fiji[39]
- França[53][54][55][56][57]
- Gambia[58]
- Alemanha[59][60]
- Ghana[39][61]
- Grécia[62]
- Guiana[58]
- Hungria[58]
- Islândia[58]
- Índia britânica[63]
- Índia[64][65]
- Indonésia[58]
- Itália[66][58]
- Iraque[42][67]
- Irlanda[42]
- Israel[68][69]
- Jamaica[58]
- Japão[70]
- Jordânia[71]
- Estado do Katanga[72]
- Quênia[58]
- Letônia[73]
- Lesoto[58]
- Líbia[74]
- Luxemburgo[58]
- Malawi[58]
- Malásia[75][76]
- Malta[58]
- Myanmar[58][77]
- Namíbia[58]
- Nepal[65]
- Holanda[78]
- Nova Zelândia[42]
- Nigéria[79]
- Biafra[80][81]
- Noruega[82]
- Oman[39]
- Império Otomano[83]
- Paquistão[65]
- Papua-Nova Guiné[84]
- Polônia[85]
- Portugal[6][86]
- Rodésia[87][88]
- Serra Leoa[39]
- Singapura[39]
- Ilhas Salomão[89]
- Somália[58]
- África do Sul[42]
- Sudão do Sul[58]
- Iêmen do Sul[90]
- Espanha[91]
- Sudão[58]
- Sri Lanka[92]
- Suazilândia[58]
- Tanzânia[93][58]
- Tibete[94]
- Tailândia[95]
- Tonga[89]
- Trinidad e Tobago[58]
- Turquia[83]
- UAE[58]
- Uganda[58]
- Reino Unido[75][96]
- Estados Unidos[97][98]
- Vanuatu[89]
- Vietnã[99][100]
- Vietnã do Sul[89]
- Iêmen[58][90][101]
- Iugoslávia[102][103]
- Zâmbia[104]

## Conflitos
- Segunda Guerra dos Bôeres
- Primeira Guerra Mundial
- Revolta da Páscoa
- Guerra Polaco-Soviética
- Massacre de Jallianwala Bagh
- Guerra de Independência da Irlanda
- Guerra Civil Irlandesa
- Revolução Constitucionalista de 1932 (limitado)
- Guerra Civil Espanhola
- Segunda Guerra Mundial
- Revolução Nacional da Indonésia
- Guerras indo-paquistanesas
- Guerra Civil da Grécia
- Emergência Malaia
- Primeira Guerra da Indochina
- Guerra da Coreia
- Guerra Árabe-Israelense de 1948
- Revolta dos Mau-Mau[105]
- Crise de Suez
- Guerra de Independência Argelina
- Crise do Líbano de 1958
- Invasão de Goa
- Guerra Colonial Portuguesa
- Crise do Congo
- Conflito fronteiriço sino-indiano em 1967
- Guerra Civil da Nigéria
- Guerra do Vietnã
- Guerra Civil da Rodésia
- Guerra Civil em Chipre[106]
- Conflitos na Irlanda do Norte[107]
- Guerra sino-indiana[108]
- Rebelião Dofar[109]
- Revolução de Zanzibar
- Guerra Civil do Chade (1965–1979)
- Guerra de Independência de Bangladesh
- Invasão turca de Chipre[48]
- Guerra Uganda-Tanzânia
- Guerra Civil Libanesa
- Guerra do Afeganistão (1979–1989)
- Guerra Civil do Nepal
- Guerra do Afeganistão (2001–2021)
- Guerra do Iraque
- Conflitos armados em Myanmar